# Left Hand Free
«Left Hand Free» — сингл английской инди-рок группы alt-J, выпущен как второй сингл со второго студийного альбома This Is All Yours 7 июля 2014 года.

## История
Композиция получилось очень нетипичной, отличной от других песен alt-J, с явным влиянием Сатерн-рока, сами участники группы считают, что «Это худшая песня группы вообще», так по их словам она была написана буквально за 20 минут, основа сингла строится вокруг риффа, что Ньюман играл на репетициях и органным соло Ангера-Гамильтона, работа над песней была намеренно посредственной, настолько, насколько это возможно, чтобы характер группы не читался вовсе, были заявления о том, что данная песня была записана по указу лейбла, но Ангер-Гамильтон заявил, что эта композиция скорее «Эдакий продукт, который был сделан за один день и не без удовольствия» как для самих музыкантов, так и для студии, которую в конечном итоге американский лейбл группы отметил, как наиболее рентабельный.

## Релиз
«Left Hand Free» был выпущен 7 июля 2014 года, как второй сингл с альбома и стал доступен для цифровой загрузки, в Соединённых Штатах вошёл в радийную ротацию на Modern Rock 15 июля 2015 года и впоследствии занял вторую строчку чарта Billboard Alternative Songs. Сингл также дебютировал и занял 99 строчку Billboard Hot 100, став их первым синглом, который обосновался в этом чарте, а также как самый успешный сингл в стране. 27 октября 2014 Lido сделал ремикс на эту композицию.

## Музыкальные клипы на песню
Первое музыкальное видео на «Left Hand Free» было спродюсировано Райаном Стэйком 7 августа 2014 года, сюжет повествует о времяприпровождении американских тинейджеров, где они пускают фейверки, катаются на массивных квадроциклах и купаются в реке Гуадалупе.
Второе музыкальное видео было выпущено 7 ноября, где все уже веселились на вечеринке у бассейна.

## Использования в медиа
Песня играла в эпизоде «Heartburn» из четвёртого сезона сериала Suits.
Появлялась в фильме Первый мститель: Противостояние (2016) от Marvel Studios, во время первого появления Человека-паука, а также играла в финальных титрах фильма.
Данная композиция прозучала как одна из тем в одной из серий The Interceptor на BBC.

## Чарты
| Чарты (2014)                                 | Наивысшая позиция |
| -------------------------------------------- | ----------------- |
| Australia (ARIA)                             | 80                |
| Бельгия/Фландрия (Ultratip Bubbling Under)   | 83                |
| Канада (Billboard Rock)                      | 5                 |
| Франция (SNEP)                               | 126               |
| UK Singles (Official Charts Company)         | 91                |
| Великобритания (OCC UK Indie)                | 7                 |
| США (Billboard Hot 100)                      | 99                |
| США (Billboard Hot Rock & Alternative Songs) | 9                 |
| США (Billboard Rock & Alternative Airplay)   | 5                 |
| США (Billboard Adult Alternative Songs)      | 3                 |
| США (Billboard Alternative Airplay)          | 2                 |

| Чарты (2014)                           | Позиция |
| -------------------------------------- | ------- |
| US Hot Rock Songs (Billboard)          | 34      |
| US Rock Airplay (Billboard)            | 23      |
| US Adult Alternative Songs (Billboard) | 40      |
| US Alternative Songs (Billboard)       | 18      |

## Продажи альбома
| Регион | Сертификация | Продажи |
| --- | ------------ | ------- |
| США (RIAA) | Золотой      | 500,000 |
| * Данные о продажах приведены только на основе сертификации. ^ Данные о тиражах приведены только на основе сертификации. |              |         |

## История релизов
| Регион                   | Дата              | Формат                        | Лейбл                              |
| ------------------------ | ----------------- | ----------------------------- | ---------------------------------- |
| Соединённые Штаты        | 7 July 2014       | Digital download              | Canvasback Music, Atlantic Records |
| Объединённое Королевство | 8 July 2014       | Digital download              | Infectious Records                 |
| Соединённые Штаты        | 15 July 2014      | Modern rock radio             | Canvasback Music, Atlantic Records |
| Соединённые Штаты        | 15 September 2014 | Adult album alternative radio | Canvasback Music, Atlantic Records |
| Соединённые Штаты        | 27 October 2014   | Digital download (Lido remix) | Infectious Records                 |